# Katmandou
Pour l'ancienne cité-État, voir Kantipur.
Pour les articles homonymes, voir Katmandou (homonymie).
Katmandou (en népalais : काठमाडौं (kāṭhamāḍauṁ), काठमान्डु (kāṭhamānḍu), en nepalbhasha : येंदेय्‌ (yēndēy)), très rarement orthographiée Kathmandou, Kathmandu ou Katmandu, parfois appelée Kantipur du nom de l'ancienne cité-État, ou encore Yen — notamment par les Newars —, est la capitale politique et religieuse du Népal dont elle est également la plus grande ville ainsi que le chef-lieu du district du même nom. Les premiers habitants connus de ce qui va devenir Katmandou sont des Newars, parlant le nepâlbhâsa, qui reste couramment utilisé par la population de la ville.
La ville s'élève à 1 400 mètres d'altitude au confluent de deux rivières : la Bagmati et la Bishnumati. Elle est entourée d'une couronne de montagnes de taille moyenne (de 3 000 mètres au maximum) dans les contreforts de l'Himalaya ; ce qui explique qu'on parle de la vallée de Katmandou (administrativement connue sous le nom de zone de la Bagmati, « Bagmati anchal ») qui comprend aussi Patan et Bhaktapur et est peuplée d'environ 1,5 million d'habitants.
La ville eut, en Europe, une période de grande célébrité. Dans les années 1960, elle était la destination favorite des hippies qui faisaient la route de Katmandou.
Selon les chroniques locales, la ville de Katmandou aurait été fondée au Xe siècle par le roi Gunakamadeva (en).
La structure actuelle de la ville remonte au XVIe siècle.

## Histoire
La vallée de Katmandou a peut-être été habitée dès l'an 900 avant Jésus-Christ mais les plus vieux objets trouvés à ce jour dans la vallée datent d'une centaine d'années avant Jésus-Christ. La plus ancienne inscription connue est datée de 185 ap. J.-C. Le plus vieux bâtiment au creux de cette vallée daté avec certitude remonte à presque mille ans. On dit qu'au VIe siècle av. J.-C., le Bouddha et ses disciples auraient passé du temps dans la région actuelle de Patan, bien qu'il n'y ait aucune preuve de cela. Quatre stûpas autour de la ville de Patan auraient été érigés par Charumati, fille d'Ashoka le Grand, roi Maurya, au IIIe siècle av. J.-C., d'après l'ancienne histoire présente dans la vallée. Comme pour les légendes sur la venue du Bouddha, il n'y a aucune preuve affirmant la visite d'Ashoka mais les quatre stupas de Patan datent probablement de ce siècle.
Les Kirantis (ou « Kirats »), de langues tibéto-birmanes, sont les premiers souverains connus de la vallée de Katmandou. Les vestiges de leur palais seraient à Patan près de Hiranyavarna Mahavihara (appelé « Patukodon »). La dynastie Licchavi dont les plus anciennes inscriptions datent d'avant l'an 464 succède aux Kirats, en liens étroits avec la dynastie indienne Gupta.
Depuis le XIIe siècle, la dynastie Malla (1201-1769) règne sur Kantipur. Au XVIIe siècle, Prithvi Narayan Shah (1722-1775), du royaume Gorkha (en) (1559-1768) conquiert la vallée, installe la dynastie Shah (1768-2008) et unifie le royaume du Népal. Aujourd'hui, à Katmandou, la plupart de l'ancienne architecture date de l'ère Malla. La dynastie Rana (en) (1846-1951) marque un durcissement du régime avec confiscation du pouvoir gouvernemental par la famille Kunwar, réputée d'origine rajpoute.
La ville de Katmandou est nommée ainsi d'après un édifice situé à Durbar Square appelé Kaasthamandap d'après le sanskrit, Kaasth (काष्ठ), « bois » et Mandap (मंडप/मण्डप), « refuge abrité ». Cet unique temple connu aussi sous le nom de Maru Satal (quartier Maru), a été construit en 1596 par le (futur) roi Lakshmi Narasimha Malla (en) (r. 1619-1641, dynastie Malla). L'édifice entier ne contient ni clou en fer, ni aucun support. Il est entièrement construit en bois. La légende veut que le bois utilisé pour sa construction ne provienne que d'un seul arbre.

## Géographie
La vallée de Katmandou est composée de trois villes principales, Katmandou elle-même, Patan et Bhaktapur. Patan et Katmandou se confondent, uniquement séparées par la rivière Bagmati, tandis que Bhaktapur s'élève plus près des contreforts à l'est.
Katmandou elle-même est le lieu de résidence de la plupart des bureaux gouvernementaux, des ambassades, des maisons de corporation et de l'ancien palais royal de Narayanhiti (en). Ce dernier est un large bâtiment à l'est de Thamel (en) le sanctuaire touristique du pays et à la tête de Durbar Marg (en), une rue remplie de magasins très différents.
Thamel est constitué de deux rues parallèles juste à l'ouest du palais. C'est l'emplacement de différentes résidences appartenant à différentes célébrités.
La plupart des rues de Katmandou ont des noms en langue népalaise (nepâlbhâshâ), affirmant son appartenance à la riche culture newarie et à l'héritage qui en est resté.
La « vieille ville » est remarquable pour ses nombreux palais et temples, bouddhistes et hindous, dont la plupart remontent au XVIIe siècle. Beaucoup de ces monuments ont été endommagés par la fréquentation, les séismes et la pollution.

## Population

### Évolution démographique
Depuis 1971, l'évolution démographique de Katmandou a été (en milliers d’habitants) :
| 1971    | 1981    | 1991    | 2001    | 2006    |
| ------- | ------- | ------- | ------- | ------- |
| 150 402 | 235 160 | 421 258 | 671 846 | 777 795 |

| 2011    | 2020    | - | - | - |
| ------- | ------- | - | - | - |
| 975 453 | 985 000 | - | - | - |

| Histogramme de l'évolution démographique de Katmandou |         |
| \| 1971 \| 150 402 \| \| 1981 \| 235 160 \| \| 1991 \| 421 258 \| \| 2001 \| 671 846 \| \| 2006 \| 777 795 \| \| 2011 \| 975 453 \| \| 2020 \| 985 000 \| |         |
| 1971 | 150 402 |
| 1981 | 235 160 |
| 1991 | 421 258 |
| 2001 | 671 846 |
| 2006 | 777 795 |
| 2011 | 975 453 |
| 2020 | 985 000 |

### Langues
- Népali (62 %)
- Néwari (19 %)
- Tamang (6 %)
- Maïthili (3 %)
- Gurung (2 %)
- Magar (2 %)
- Autres (6 %)

Depuis le recensement de 2011, le népalais est la langue maternelle la plus répandue à Katmandou, avec 62 % de la population la parlant comme langue maternelle.
Le néwari est parlé par 19 % des habitants, et les autres langues parlées dans la ville comprennent le tamang (en) (6 %), maïthili (3 %) , bhodjpouri (2%), gurung (en) (2%), magar (2%) et sherpa (1 %) comme langue maternelle. L'anglais est également parlé par de nombreux Népalais.

### Groupes ethniques
- Néwars (24,7 %)
- Bahuns (24,5 %)
- Chhetris (18 %)
- Tamangs (7,8 %)
- Magars (3,8 %)
- Autres (21,2 %)

Le groupe ethnique le plus important est celui des Newars, dont les différents sous-groupes représentent 24,7 % de la population.
Les Bahuns (caste des brahmanes), également connus sous le nom Khas Brahmin, sont en nombre presque égal, représentant 24,5 % de la population. Ils font partie de la communauté Khas (en) au sens large, tout comme les Chhetris (caste des kshatriyas), le troisième groupe en importance, qui représente 18 % de la population.
Les autres groupes de Katmandou sont les Janajatis, comprenant les Tamangs (7,8 %), les Magars (3,8 %), les Gurungs (2,6 %) et les Rais (2,1 %). Les musulmans népalais représentent 1,8 % de la population.
Plus récemment, d'autres groupes madeshi (en) du Teraï sont venus représenter une proportion importante de la population de la ville, et l'on compte environ 12 000 Marwadis (en), principalement des marchands.

## Patrimoine
- La vallée de Katmandou abrite sept sites appartenant au patrimoine mondial de l'UNESCO : le centre-ville des trois anciennes capitales royales : Katmandou Hanuman Dhoka, Patan et Bhaktapur ; les deux plus importants stûpas bouddhistes : Swayambhunath et Bodnath (Boudhanath) et deux fameux tombeaux hindous : le temple de Pashupatinath et Changu Narayan. Depuis 2003, le site est considéré comme « en danger » par l'UNESCO, à cause de l'inquiétude de la perte continue d'authenticité et de la valeur universelle exceptionnelle de la propriété culturelle.
- La tour Bhimsen à Sundhara (détruite par le tremblement de terre du 25 avril 2015)
- Les stupas d'Ashoka, aux quatre points cardinaux de Patan
- Rani Pokhari, une pièce d'eau artificielle, au nord de Ratna Park
- L'université Tri-Chandra et sa tour
- La Bibliothèque Kaiser, première bibliothèque moderne de Katmandou se trouve au 'Kaiser Mahal'.
- Le Maitighar Mandala, célébrant le SAARC est un monument national
- La porte des martyrs, à Tundikhel, hommage aux quatre hommes qui, au prix de leur vie, s’opposèrent au régime dictatorial de la dynastie des Rânâ.

Depuis les années 1960, Katmandou est populaire auprès des touristes occidentaux. À l'époque, elle était l'étape ultime de la « route de Katmandou ». Beaucoup de hippies s'installaient alors à Freak Street ou dans le quartier environnant (Jochhen Tole). Depuis les années 2000, c'est surtout le trek et la culture népalaise qui attirent les touristes.

## Climat
|                                   | Janvier | Février | Mars | Avril | Mai  | Juin | Juillet | Août | Septembre | Octobre | Novembre | Décembre |
| --------------------------------- | ------- | ------- | ---- | ----- | ---- | ---- | ------- | ---- | --------- | ------- | -------- | -------- |
| Température moyenne (°C)          | 10.1    | 11.7    | 15.9 | 19.6  | 21.9 | 23.6 | 23.6    | 23.4 | 22.1      | 19.4    | 14.6     | 10.9     |
| Température minimale moyenne (°C) | 3.1     | 4.2     | 8.1  | 12.2  | 15.8 | 19.1 | 20      | 19.7 | 18.1      | 13.8    | 7.6      | 3.2      |
| Température maximale (°C)         | 17.1    | 19.3    | 23.7 | 27    | 28   | 28.1 | 27.2    | 27.2 | 26.2      | 25      | 21.7     | 18.6     |
| Température moyenne (°F)          | 50.2    | 53.1    | 60.6 | 67.3  | 71.4 | 74.5 | 74.5    | 74.1 | 71.8      | 66.9    | 58.3     | 51.6     |
| Température minimale moyenne (°F) | 37.6    | 39.6    | 46.6 | 54.0  | 60.4 | 66.4 | 68.0    | 67.5 | 64.6      | 56.8    | 45.7     | 37.8     |
| Température maximale (°F)         | 62.8    | 66.7    | 74.7 | 80.6  | 82.4 | 82.6 | 81.0    | 81.0 | 79.2      | 77.0    | 71.1     | 65.5     |
| Précipitations (mm)               | 16      | 20      | 34   | 55    | 116  | 252  | 379     | 334  | 212       | 68      | 7        | 12       |

## Transports
L'aéroport international Tribhuvan est situé à environ 6 km du centre-ville et propose des vols intérieurs et internationaux.
Trois routes partent de Katmandou ; l'autoroute Tribhuvan (vers le Sud) et la route Prithvi (vers l'Ouest) sortent toutes deux de la vallée par l'ouest. La bifurcation de Naubise (20 km de Katmandou) les sépare. La route 'Araniko' part vers le nord. Une quatrième, l'autoroute BP, est en construction et se dirigera vers l'est.

## Administration
La ville est divisée en 35 quartiers répartis sur 5 secteurs géographiques :
- Secteur Central : quartiers 1, 5, 11, 31, 32 et 33.
- Secteur est : quartiers 6, 7, 8, 9, 10, 34 et 35.
- Secteur nord : quartiers 2, 3, 4, 16 et 29.
- Cœur de la ville : quartiers 17, 18, 19, 24, 25, 26, 27, 28, 30, 12, 20, 21, 22 et 23. C'est le secteur le plus densément peuplé. Il regroupe l'essentiel des monuments historiques et culturels de la ville.
- Secteur ouest : quartiers 13, 14 et 15.

## Environnement

### Pollution atmosphérique
La métropole urbaine de Katmandou souffre d'une dangereuse augmentation de la pollution atmosphérique. L'Himalaya, au nord, et le Mahabharat (en), au sud, forment une barrière autour de la vallée de Katmandou qui empêche la dispersion de l'air pollué hors de la vallée. Les pics de pollution saisonniers présentent des valeurs voisines des zones industrielles des autres nations.
La situation géographique de Katmandou influence les concentrations de pollution aérienne particulièrement durant les mois d'hiver pendant lesquels les circulations d'air de montagne et de vallée affectent le mouvement de la pollution aérienne[pas clair]. Pendant l'hiver, la pollution aérienne est emportée hors de la vallée de Katmandou pendant le jour pour ensuite retourner dans la vallée la nuit à cause des brises de montagne. Cela a pour effet un niveau très élevé de particules polluantes suspendues pendant la nuit.
À présent[Quand ?], à Katmandou, le niveau de PM 10 (particules qui mesurent dix micromètres et peuvent entrer facilement dans le corps humain par inhalation) est en moyenne de 148 microgrammes par mètre cube voire de 198 µg dans le quartier d'affaires de Katmandou. C'est bien plus haut que la norme de tolérance internationale qui est autour de 72 microgrammes par mètre cube.
Katmandou a vu son niveau de PM 10 tripler durant la dernière décennie. Pendant les mois d'hiver, le niveau de pollution est désormais comparable à certaines des villes les plus polluées du monde.
La pollution de Katmandou est similaire à celle de Séoul au début des années 1980 lors de l'industrialisation rapide de la Corée du Sud. Mais contrairement à Séoul, le Népal n'a jamais eu de véritable industrialisation et souffre même d'une extrême pauvreté à laquelle se sont ajoutés des troubles sociaux.
À Katmandou, les sources majeures de pollution aérienne sont les émissions de véhicules et les effluves des nombreux fours à brique illégaux dispersés à travers la vallée.
Selon l'Environmental Performance Index de l'Université Yale, le Népal est considéré en 2014 comme le deuxième pays le plus pollué de la planète derrière le Bangladesh.

### Risque sismique
La ville et sa vallée se situent dans une zone d'intense activité sismique, à la limite entre la plaque indienne et la plaque eurasienne. Les constructions ne sont cependant pas prévues pour résister aux fortes accélérations provoquées par les importants séismes caractérisant cette région.
La ville a terriblement souffert de plusieurs tremblements de terre en 1934 et en avril et mai 2015. Ces deux événements ont causé la mort de plusieurs milliers de personnes, et la ruine de nombreux immeubles, dont celle de bâtiments historiques.

## Personnalités
- Boris Lissanevitch (1905-1985), danseur classique russe.
- Dichen Lachman, actrice australo-népalaise.
- Laxmi Prasad Devkota, poète, romancier, nouvelliste.
- Manjushree Thapa, femme de lettres népalaise.
- Marshall Moran (1906-1992), prêtre jésuite américain, fondateur de la première institution d'enseignement moderne à Katmandou
- Parijat (1937-1992), romancière et poète, y est morte.
- Prakash Neupane, rappeur et chanteur népalais.
- Sangina Baidya, taekwondoïste népalaise.
- Sanu Sharma, romancière, nouvelliste et poète.
- Sashi Rawal, musicienne et chanteuse népalaise.

## Inspirations artistiques
- La ville est le lieu de l'action de La Fleur bleue du jacaranda, roman de Parijat (1965).
- René Barjavel a fait de Katmandou le sujet d'un de ses romans, Les Chemins de Katmandou (1969). Ce livre est à l'origine du scénario du film Les Chemins de Katmandou, réalisé par André Cayatte sur une musique signée Serge Gainsbourg.

- Kathmandu est le titre de plusieurs chansons : de Cat Stevens sur son album Mona Bone Jakon (1970), de Bob Seger sur son album Beautiful Loser (1975) et du groupe Krematorij sur leur album Three Springs (2000). Fito Páez a aussi composé une chanson sur Katmandou intitulée Tráfico por Katmandú (« Trafic à Katmandou » en français).

- Katmandou 1969 est un double CD édité en 2009 par Frémeaux & Associés (Grand prix de l’Académie Charles-Cros). Il s'agit de l'enregistrement d'un voyage musical effectué par le journaliste François Jouffa lors de la fête Indra Jatra (en) de la petite Déesse vivante en septembre 1969. Ce coffret comprend des témoignages musicaux et parlés d'époque comme celui du jeune consul de France confronté au problème des drogues consommées par les beatniks et hippies. Ces musiques, déjà sorties sur un 33 tours Vogue en 1970, avaient influencé[réf. nécessaire] Jimmy Page et Robert Plant, guitariste et chanteur de Led Zeppelin, quand ils composèrent Kashmir, un des premiers morceaux de la world music pop.

## Villes jumelées avec Katmandou
| Ville | Ville     | Pays | Pays          | Période                 |
| ----- | --------- | ---- | ------------- | ----------------------- |
|       | Chengdu   |      | Chine         | depuis le 29 avril 2016 |
|       | Eugene    |      | États-Unis    |                         |
|       | Ispahan   |      | Iran          |                         |
|       | Matsumoto |      | Japon         |                         |
|       | Pyongyang |      | Corée du Nord |                         |
|       | Xi'an     |      | Chine         |                         |

## Monuments à Katmandou
- Place du Darbâr (Katmandou), dont Hanuman Dhoka (en)
- Charumati Stupa (en) (vers 350)
- Swayambhunath (Swayambu/Swoyambhu, Ouest, vers 500), important pèlerinage bouddhiste
- Kasthamandap (en) (vers 650)
- Bodnath (vers 1350, Nord-Est), ou Bouddhanath, stūpa, important sanctuaire bouddhiste, et centre d'un quartier bouddhiste
- Monastère de Tharlam (1436-1959, 1981-)
- Temple de Budhanilkantha (en) (?, Nord, Old Blue Throat), Vishnou Narayana, Refuge des hommes[11], reposant sur les anneaux d'Ananta
- Temple de Pashupatinath (? 1650, Ouest)
- Dharahara (1832)
- Temple d'Amitābha (1970/1980 ?, Nagarjun, Seto Gumba)
- Porte des martyrs (Katmandou) (1961)
- Thamel (en) (quartier commerçant ancien), dont Freak Street (Jhochhen Tole)
- Maitighar Mandala, rond-point du quartier de Maitighar, avec mandala géant
- Ganatantra Smarak Republican Monument[12], Narayanhiti Path

### Palais
- Thapathali Durbar (en) (?1840)
- Babar Mahal (en) (?1860)
- Manohara Durbar (en) (1879)
- Bahadur Bhawan (en) (?1880)
- Lazimpat Durbar (en) (1894) ==> Hotel Shanker
- Kaiser Mahal (en) (1895)
- Phora Durbar (en) (1895)
- Harihar Bhawan (en) (?1900)
- Singha Durbar (en) (1908)
- Garden of Dreams (en) (1920)
- Rastrapati Bhawan (en) (1923)
- Shree Durbar (en) (1927)
- Sita Bhawan (en) (1929, Tangal Durbar)
- Narayanhiti Palace Museum (en) (1963)

### Musées
- National Museum of Nepal (en) (1928, à la base de la colline mont Swayambhu), dont sculpture hindouiste, galerie bouddhiste, armement, monnaies, biodiversité / taxidermie
- Narayanhiti Palace Museum (en) (1963), palais royal des années 1960-2000
- Natural History Museum of Nepal (en) (1975), Journal of Natural History Museum (1977-)
- Taragaon Museum (en) (2014, Taragaon Regency Hôtel, musée privé, près de Bodnath), dont Nepal Architecture Archive (NAA)
- Liste de musées au Népal (en)

### Parcs
- Balaju Park (nord-ouest)
- Bhandarkhal Jungle (vers aéroport)
- Narayanchaur (Narayan, nord du Marriott)
- Parc Ranibari (Lazimpat)
- Ratna Park (centre)
- Parc national de Shivapuri Nagarjun (2002, nord), dont Nagarjun Forest Reserve
- Godavari Forest (sud-est de Patan), dont National Godawari Botanical Garden (1962)

### Attractions contemporaines
- Chandragiri Cable Car (en) (2016), téléphérique 1500m-2500m
- Kathmandu View Tower (en) (2023), Skywalk Tower Kathmandu

## Galerie

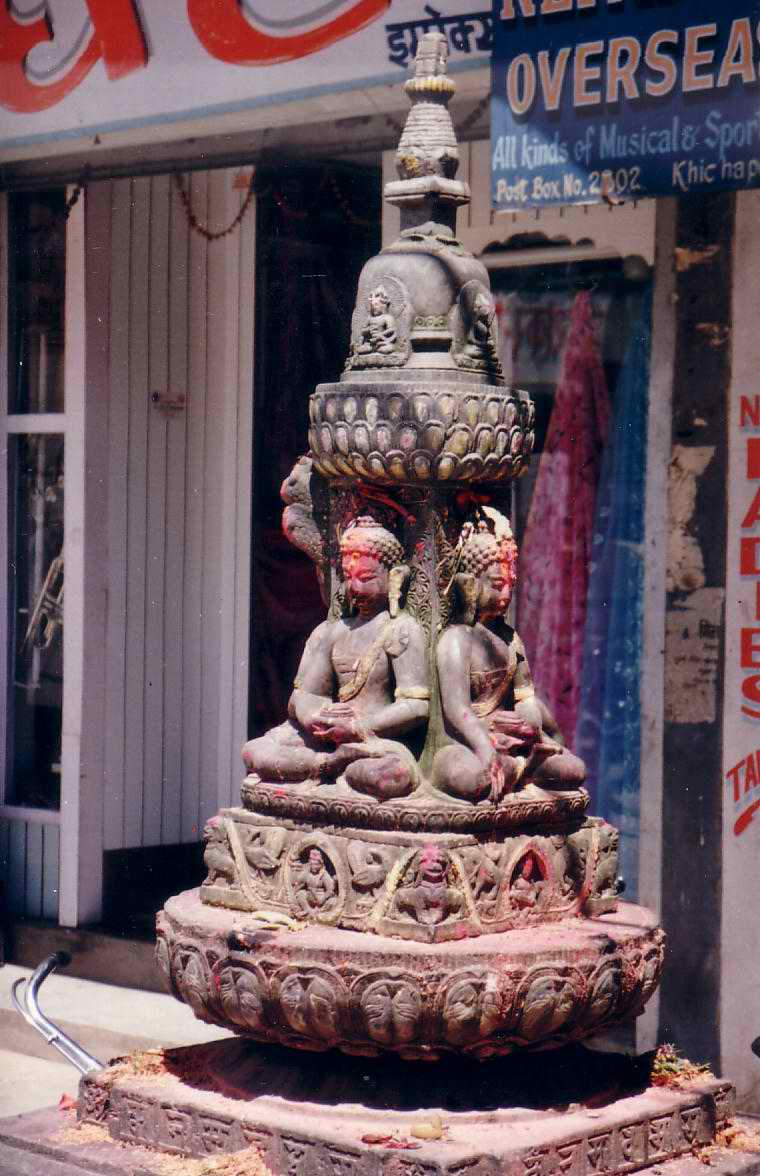
Sculpture dans une rue.
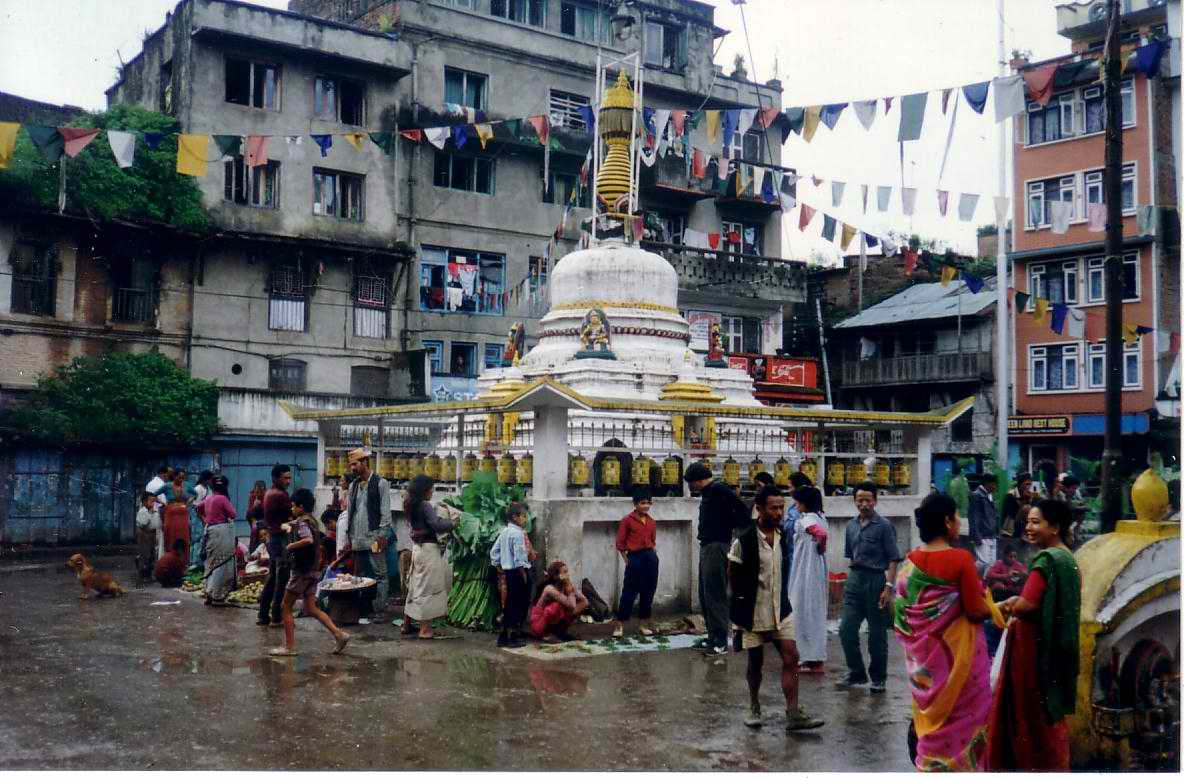
Stupa sur la place Tahiti.
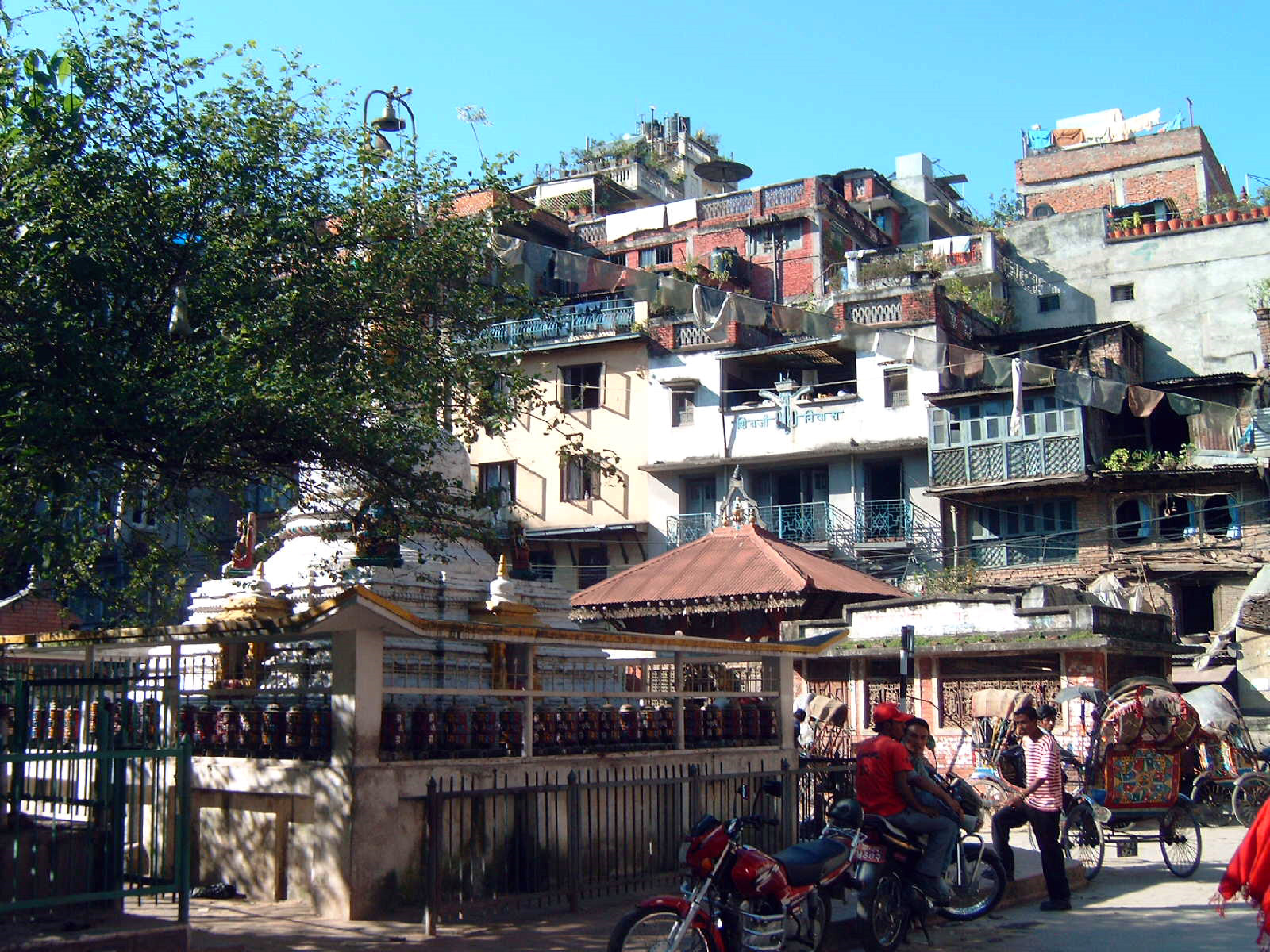
Place Tahiti.
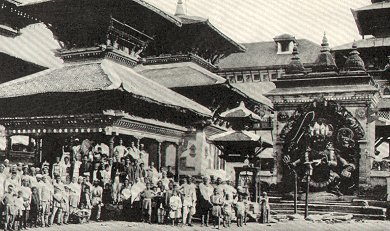
Le Darbâr (Hanuman Doka) vers 1920.
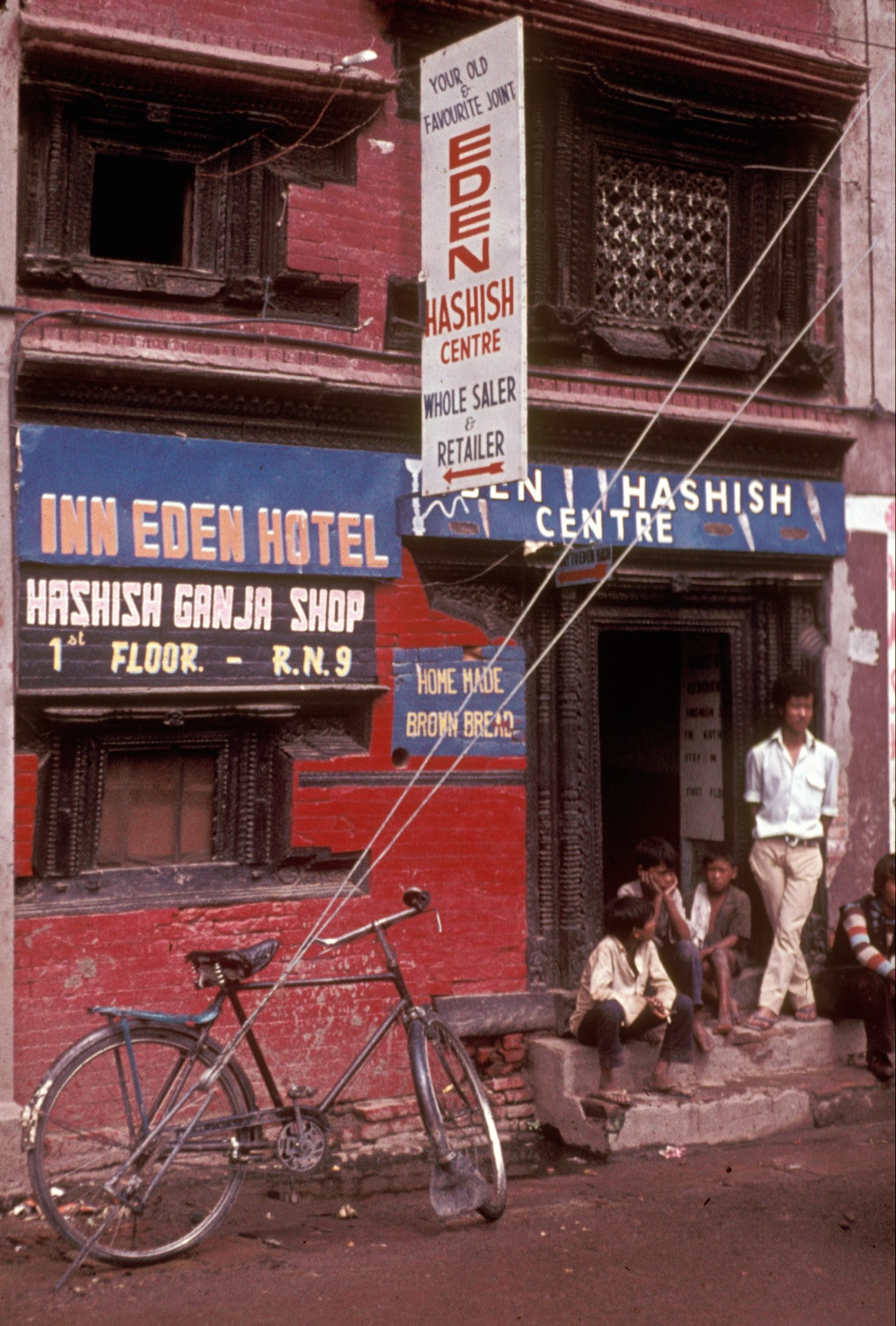
Hashish-shop en 1973.
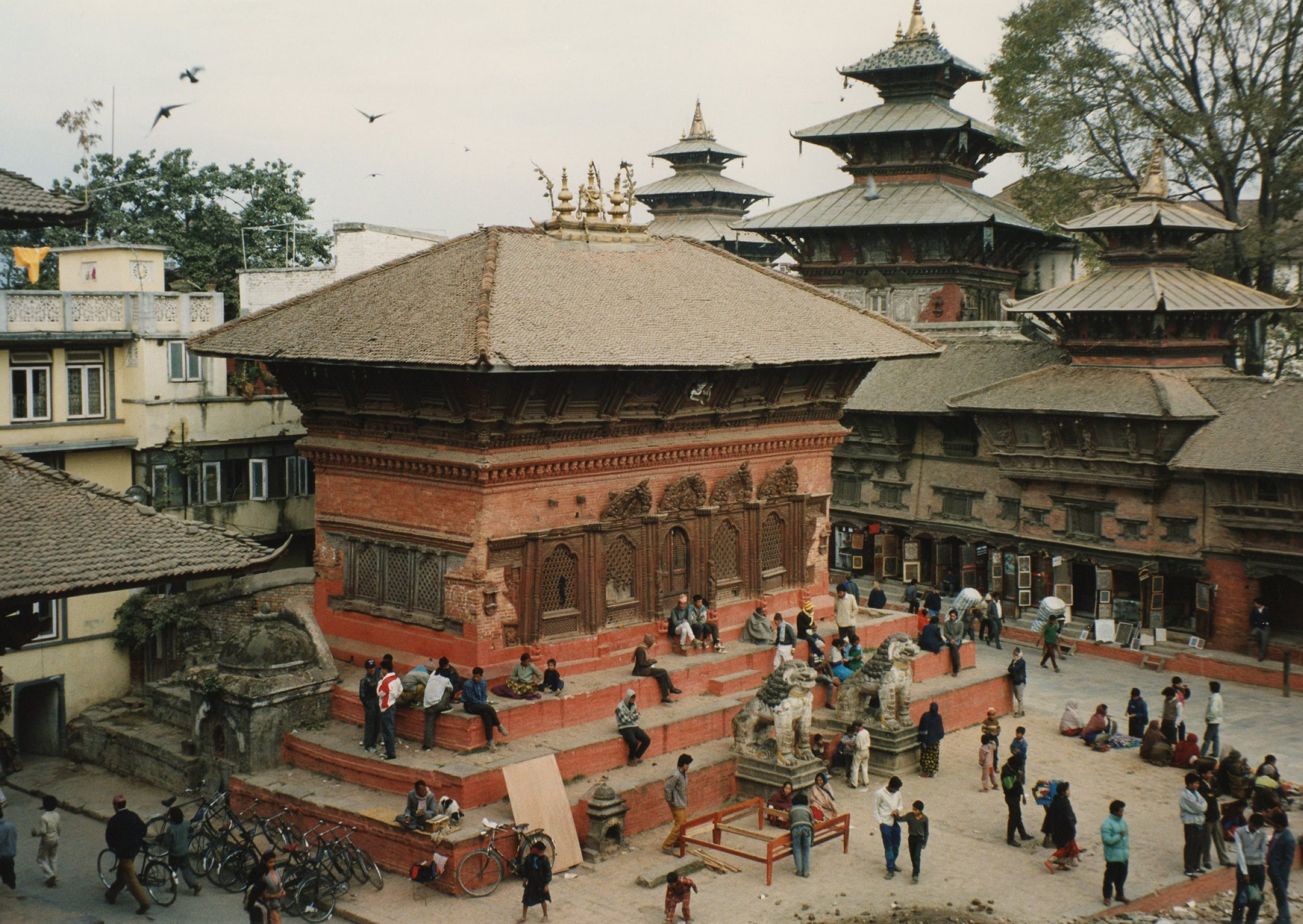
Le temple Shiva Parvati au Darbâr.
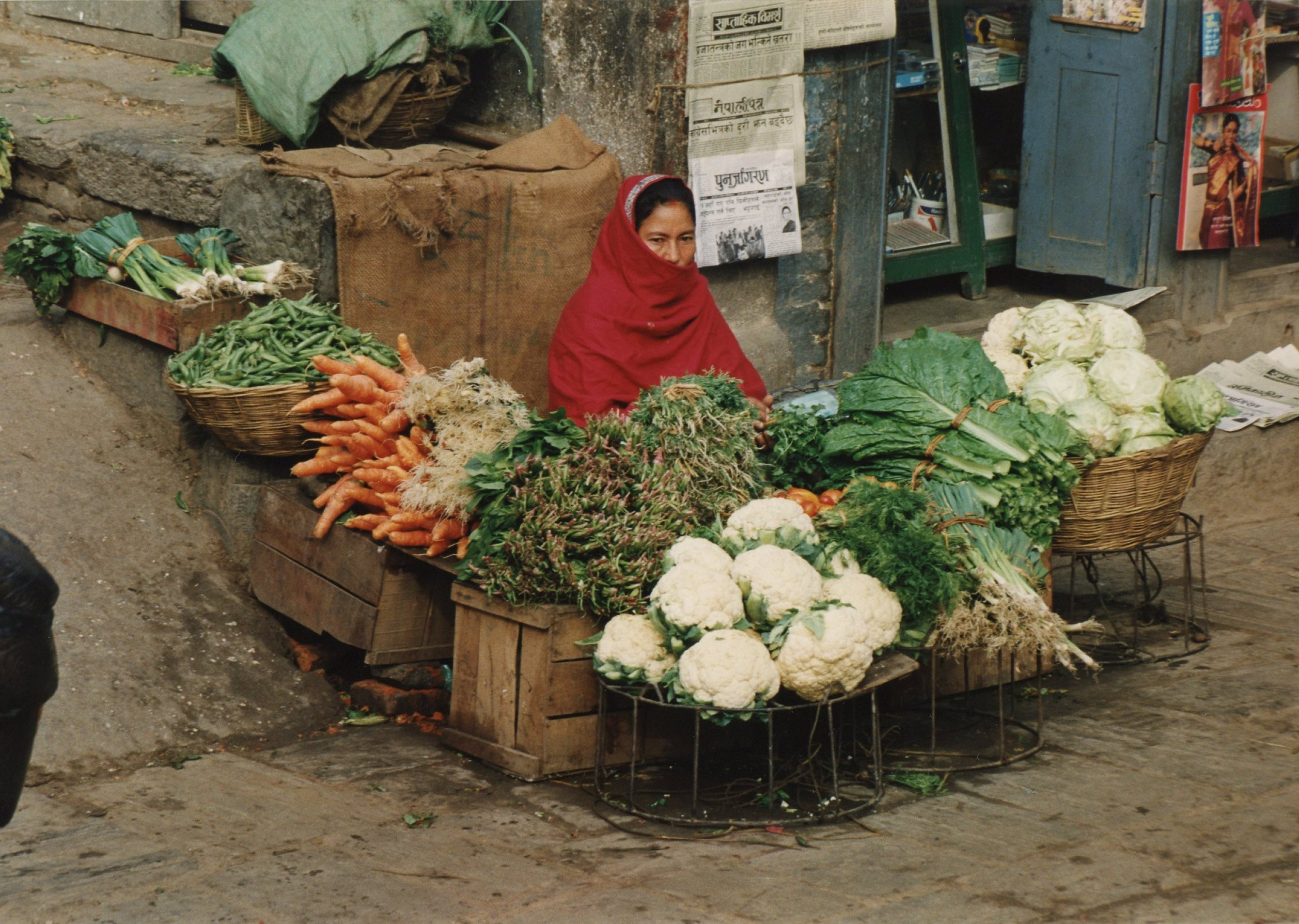
Vendeuse de légumes au Darbâr.
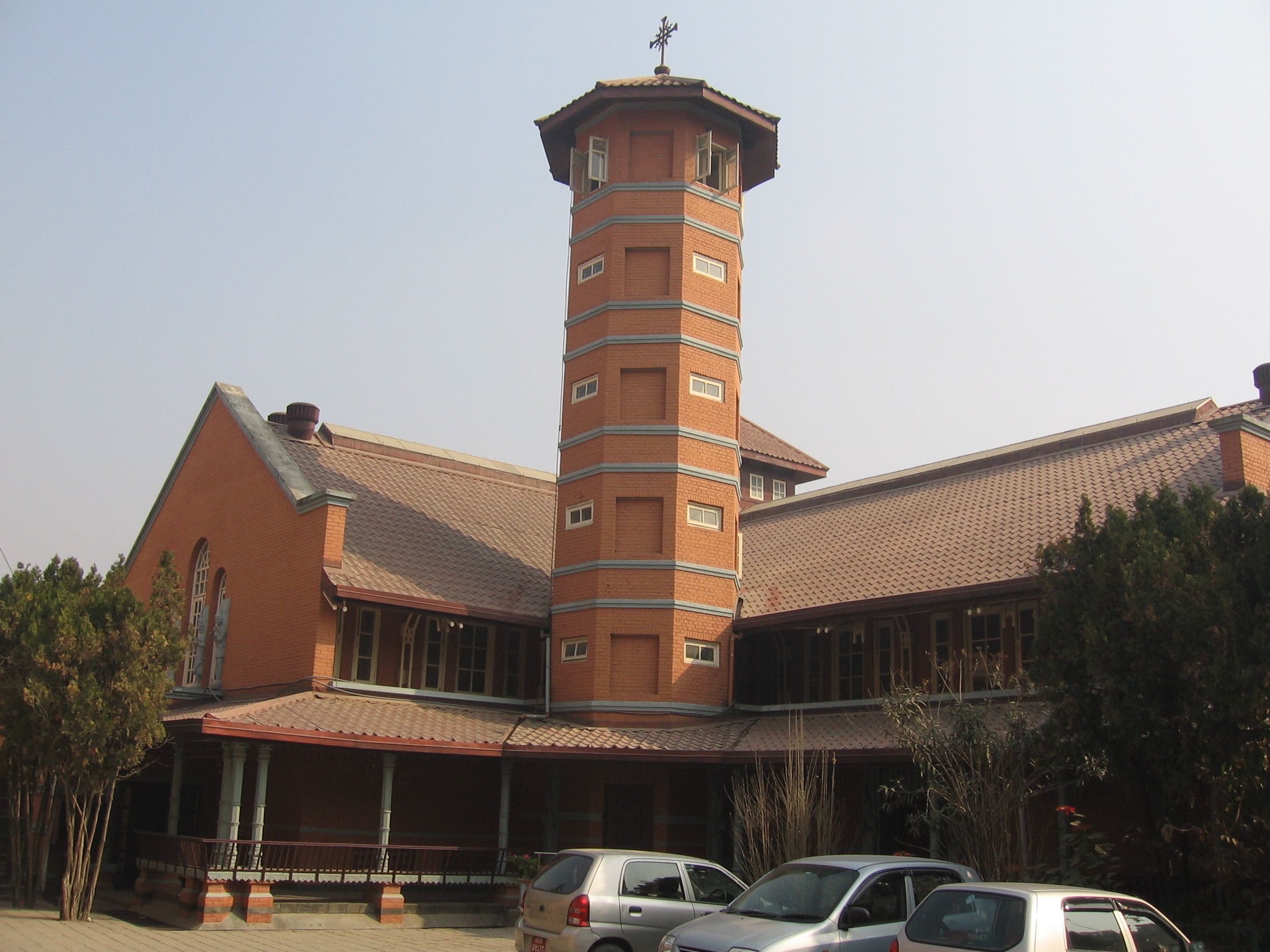
Cathédrale de l'Assomption.
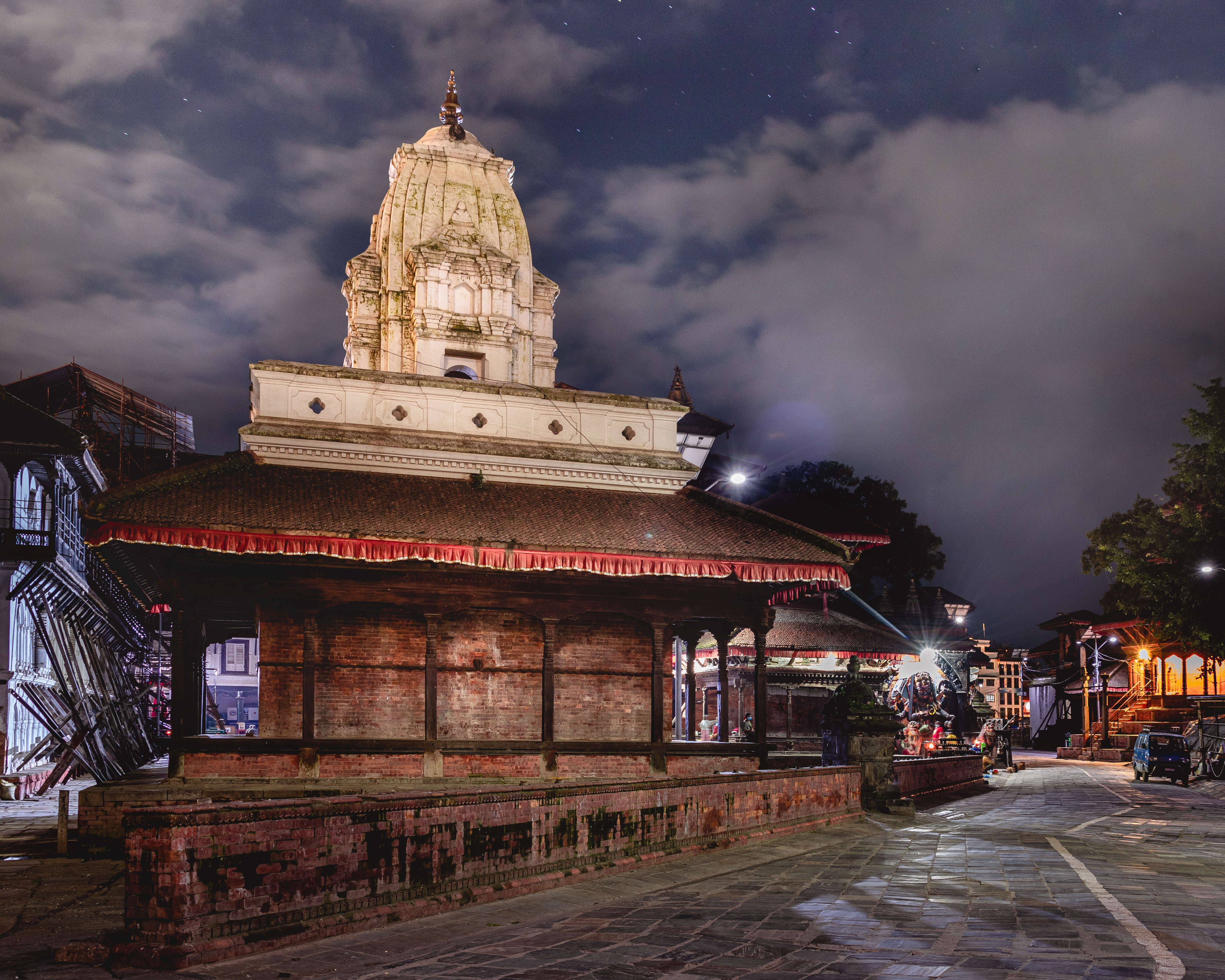
Le temple Kageshwor, aout 2020.
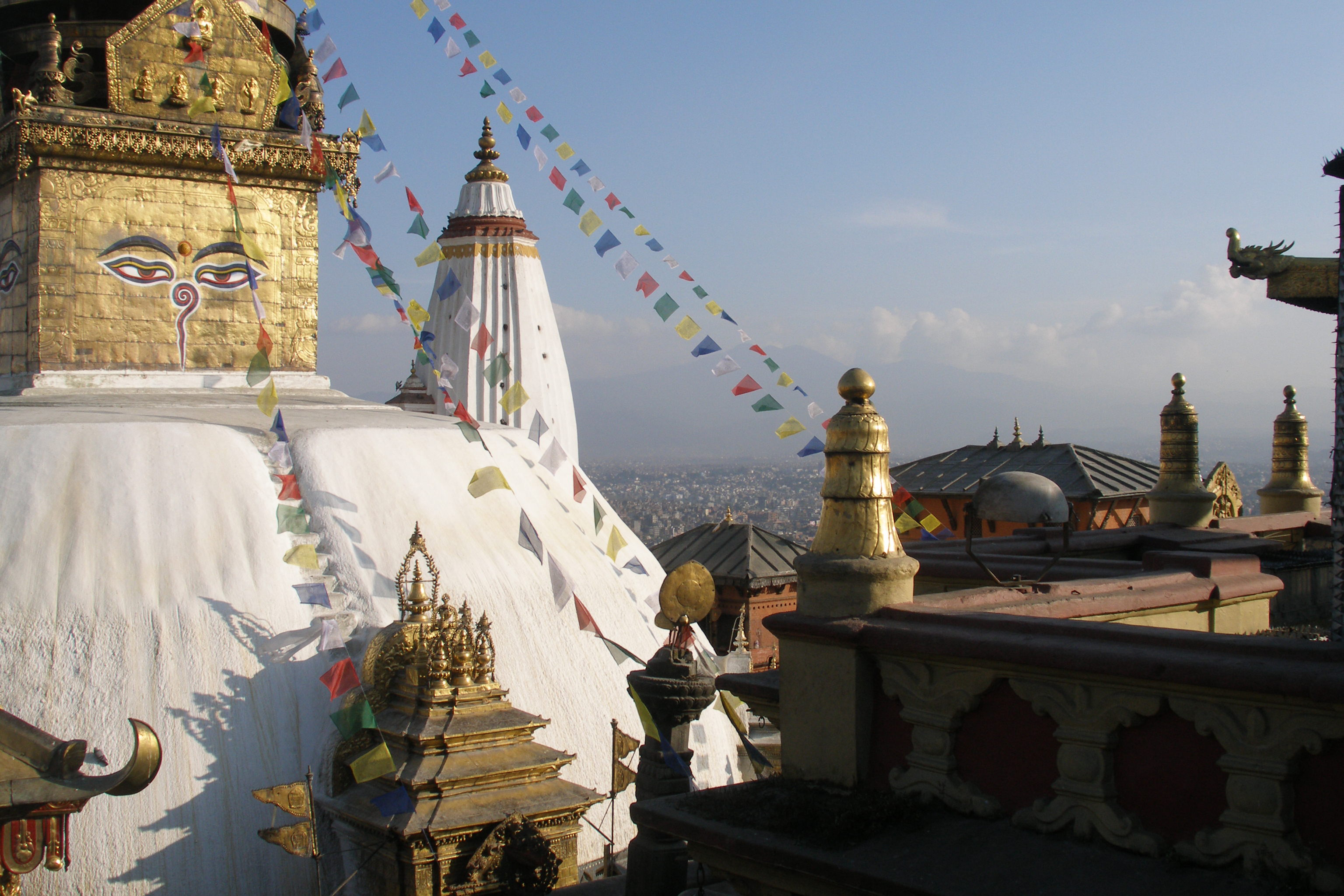
Le stupa de Swayambhunath.
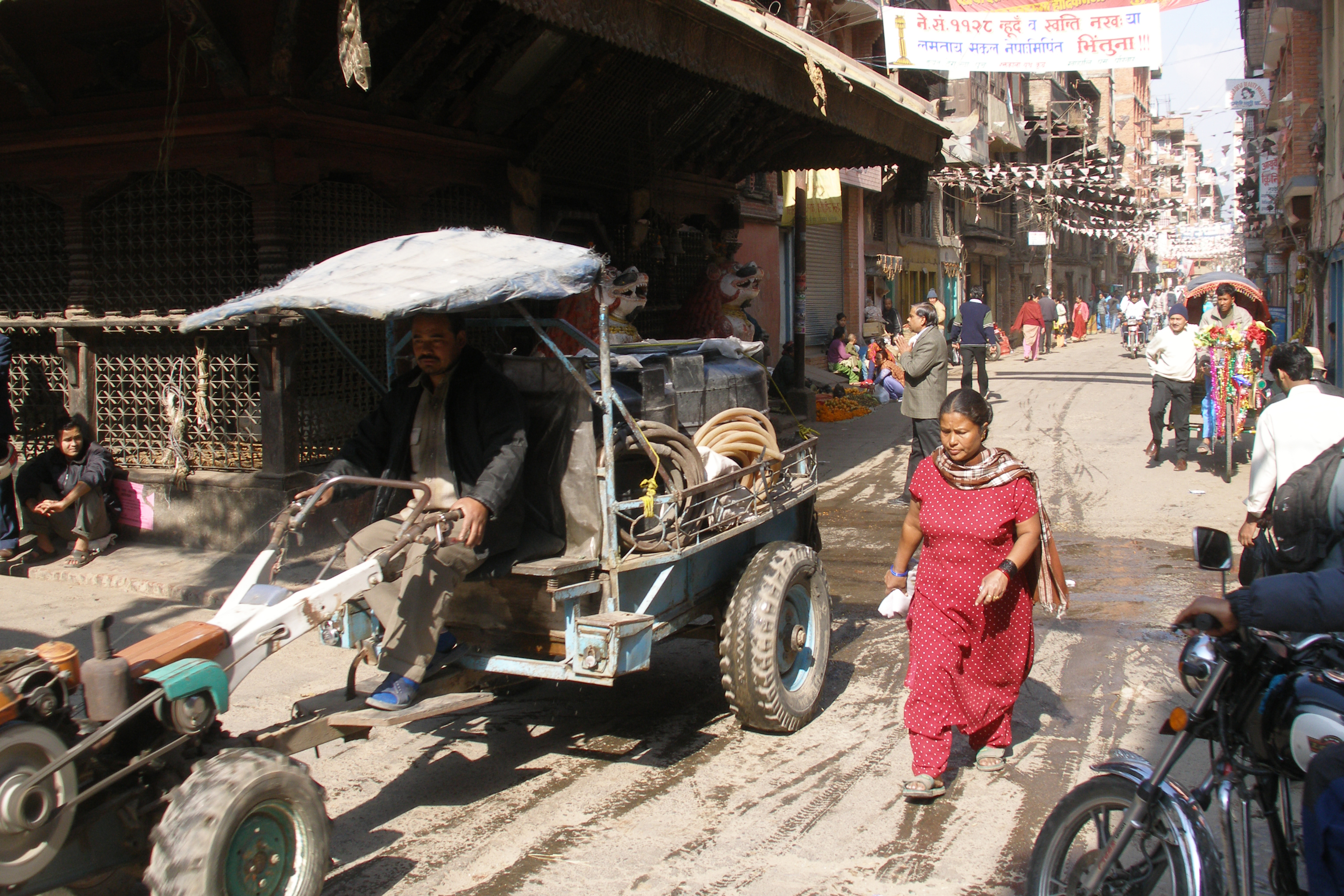
Une rue de la ville.
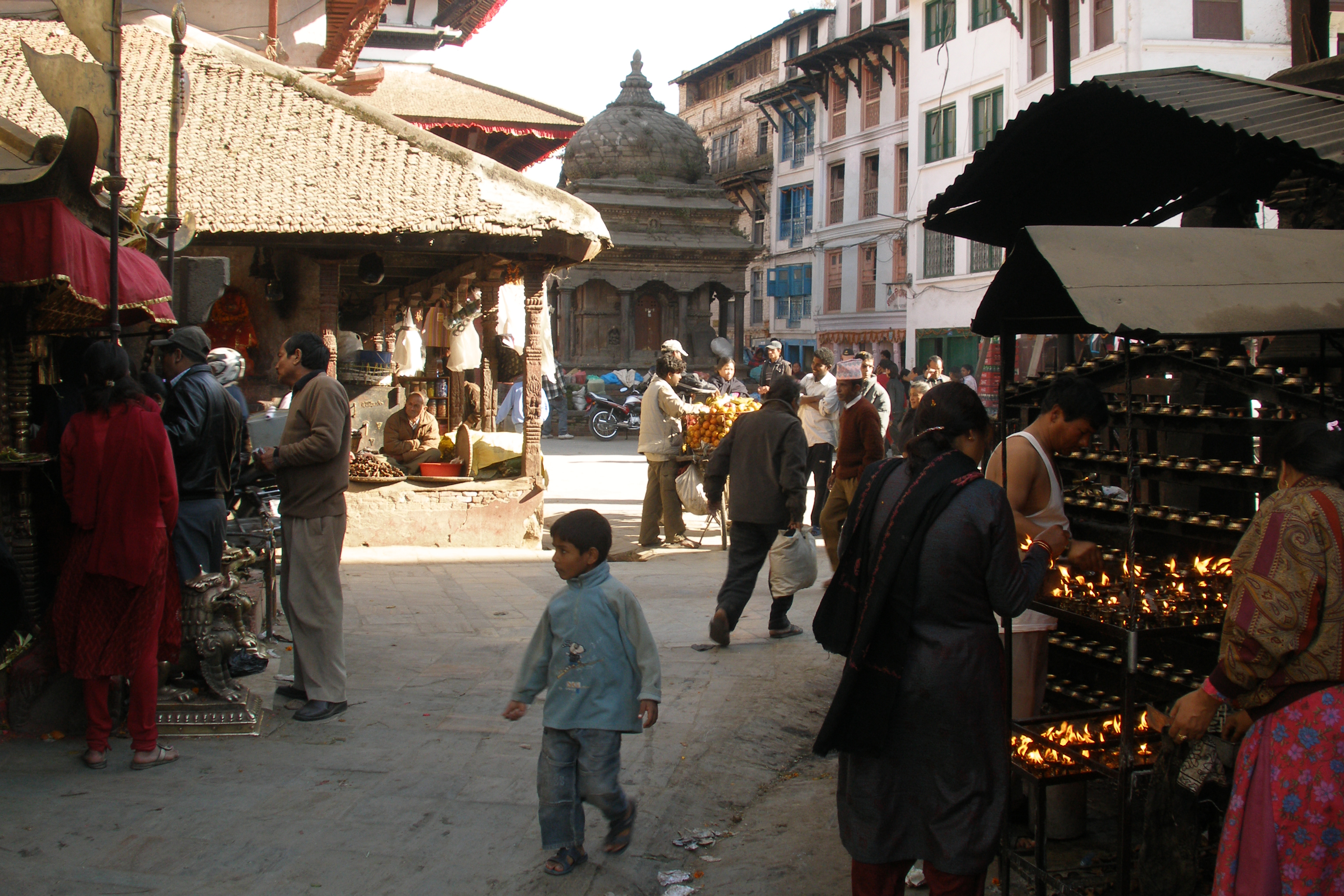
Basantapur (le Darbâr).
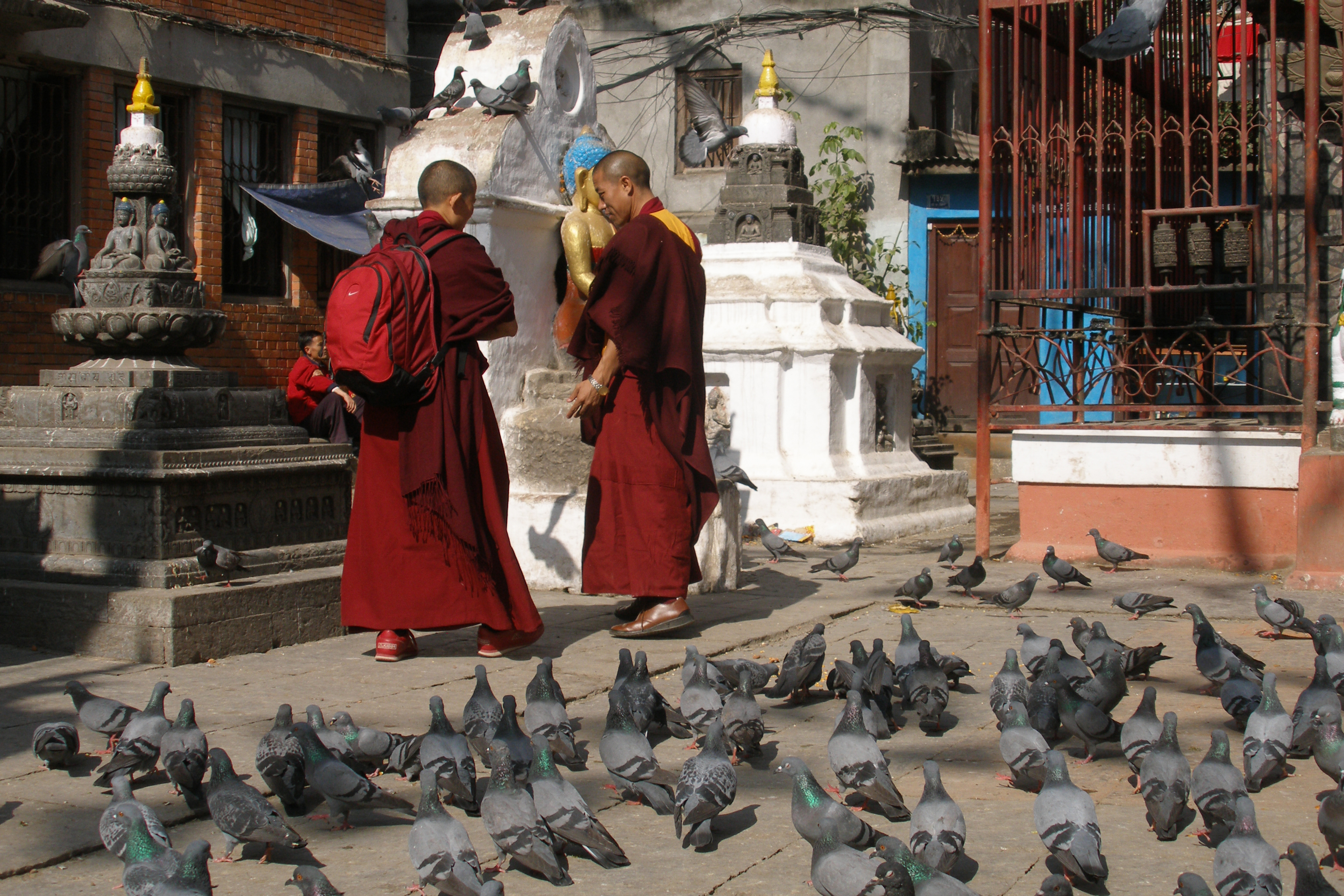
Moines bouddhistes au stupa de Kaathe Swyambhu (en).
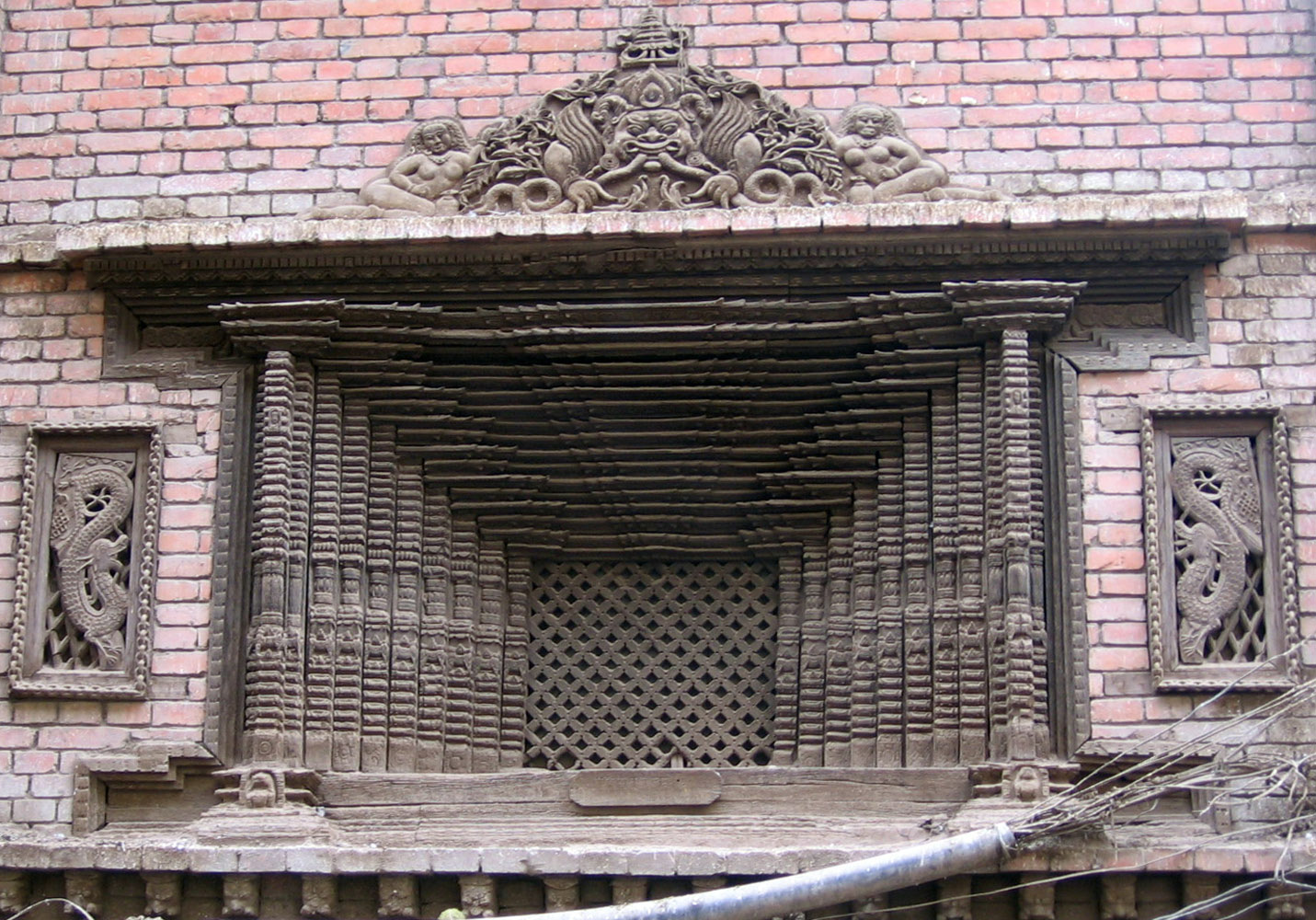
Desay Madu Jhya (en), fenêtre de maison, unique.

### Filmographie
- (en) A small light, film de Julia Yezbick, The Royal Anthropological Institute, London, 2004, 32 min (DVD)